# Mariella Ahrens

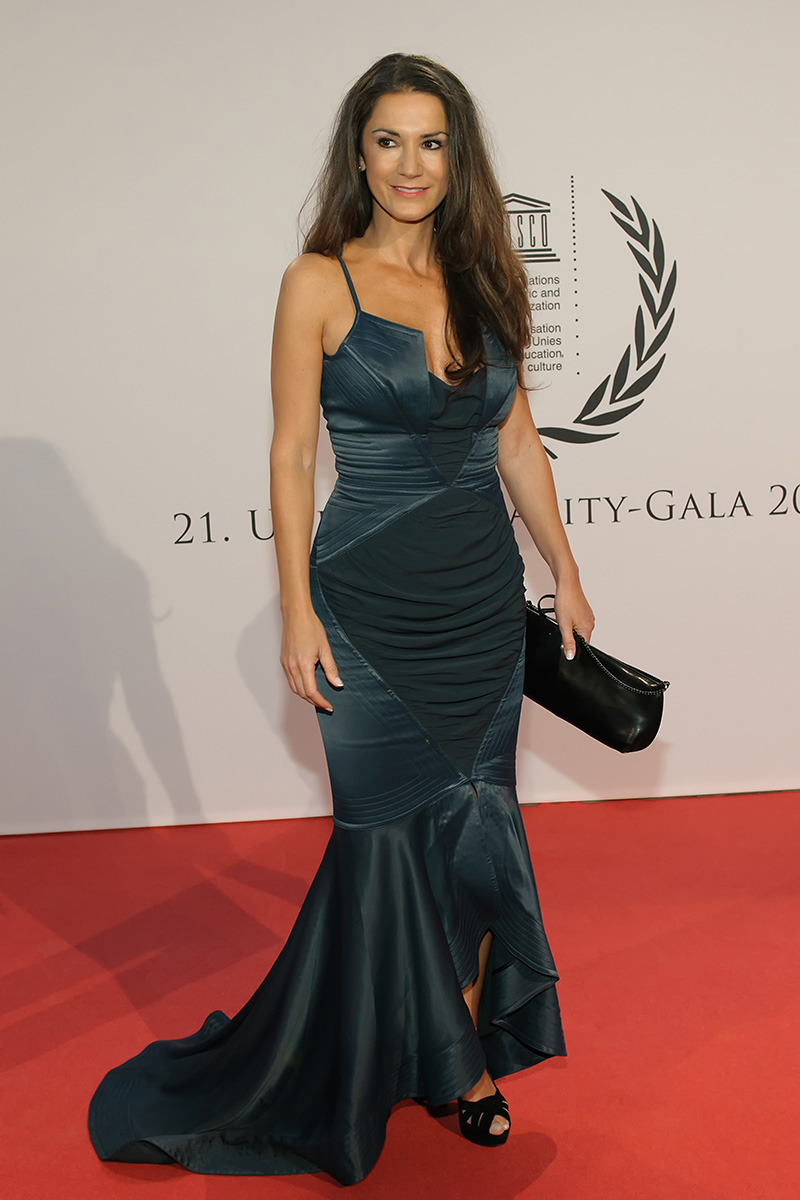
Mariella Ahrens auf der UNESCO-Gala, 2012

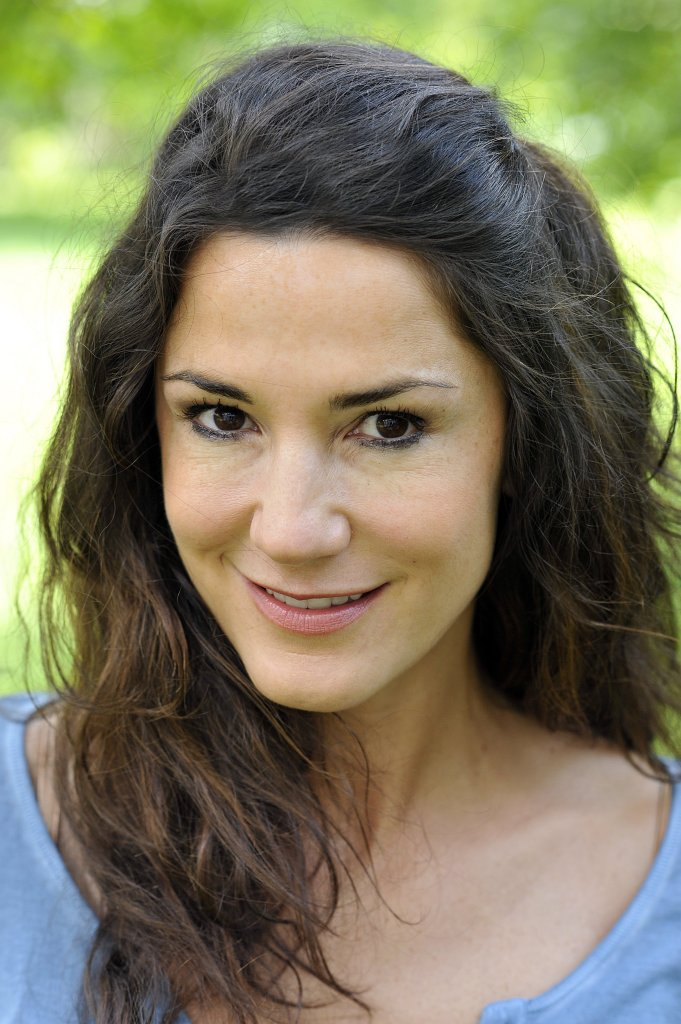
Mariella Ahrens, 2013

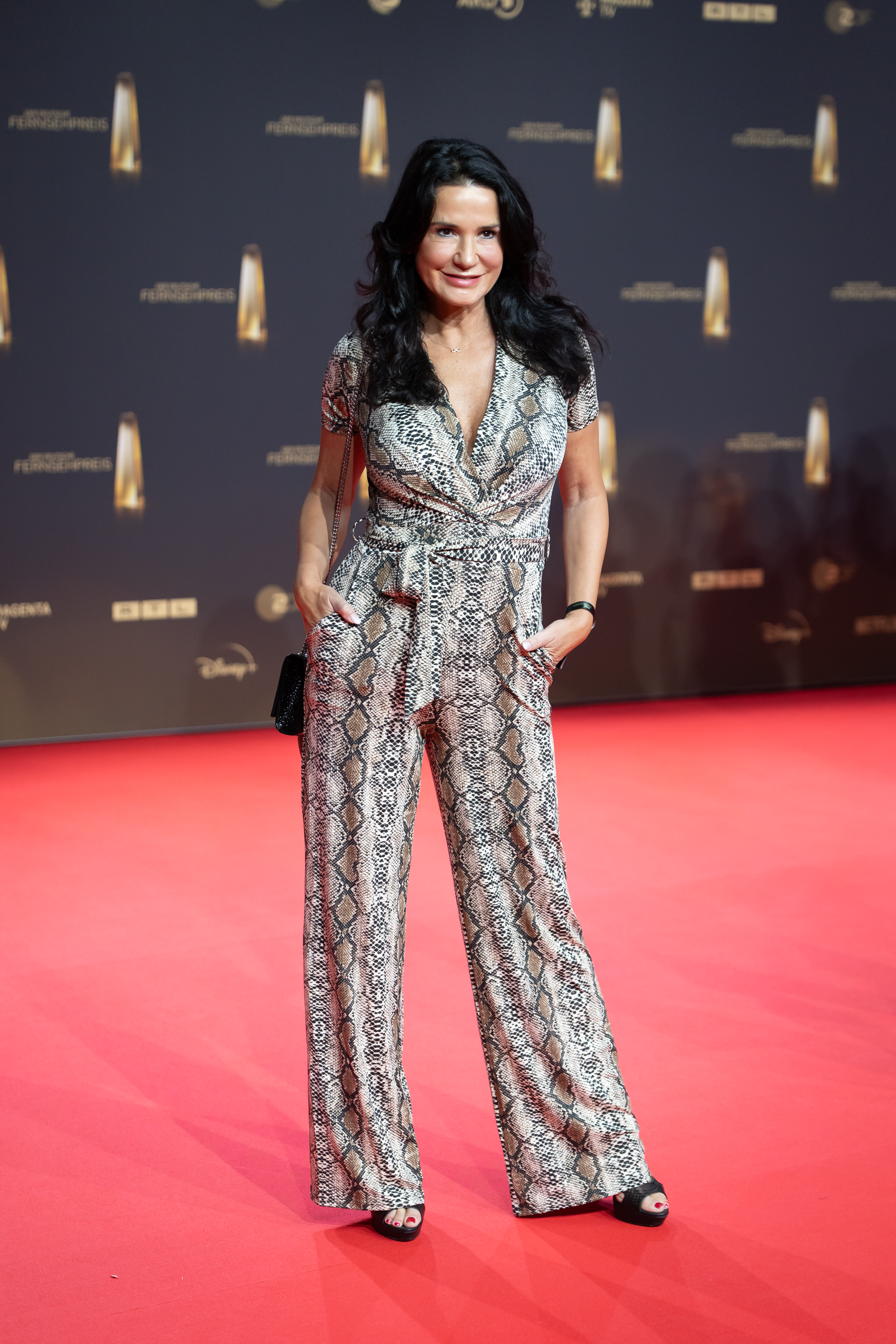
Mariella Ahrens beim Deutschen Fernsehpreis 2024

Mariella Ahrens (Geburts- und Künstlername, bürgerlich: Mariella Gräfin von Faber-Castell, * 2. April 1969 in Leningrad, Sowjetunion) ist eine deutsche Schauspielerin.

## Leben

### Herkunft und Ausbildung
Mariella Ahrens wurde als Tochter eines deutschen Computerspezialisten und einer bulgarischen Augenärztin geboren. Sie wuchs bis zum dritten Lebensjahr in Bulgarien auf und siedelte 1974 nach Berlin-Friedrichshain in die Deutsche Demokratische Republik über. Nach einer vorherigen Absage durch die Ernst-Busch-Schauspielschule absolvierte sie ihre Ausbildung als Schauspielerin an der von Fritz Kirchhoff gegründeten Schauspielschule „Der Kreis“ in Berlin.

### Schauspiel
Erste Bühnenauftritte hatte Ahrens im Kleinen Theater im Haus der Jungen Talente in Berlin. Die Regisseurin Karola Hattop besetzte sie in ihren ersten beiden kleineren Filmrollen in den DFF-Kinderproduktionenen Jan Oppen (1987) und Feriengewitter (1989). Seit 1994 steht sie kontinuierlich für Film- und Fernsehproduktionen vor der Kamera und übernahm dabei in mehreren Fernsehserien feste Hauptrollen, so spielte sie 1995 die durchgehende Rolle der Lisa Kant in der RTL-Serie Westerdeich, die Claire Herzog in der ZDF-Seifenoper Jede Menge Leben und die kurzzeitige Rolle der Danuta in den ersten Folgen der Krimireihe Ein starkes Team. Bekannt wurde sie einem breiten Publikum als Elinor Schwarz in der Seifenoper Gute Zeiten, schlechte Zeiten, zu der sie 2024 für eine Folge zurückkehrte. In den Jahren 2004/2005 verkörperte sie in der 20-teiligen Familienserie Sabine! als Maren Wolf die neue Lebensgefährtin des Freundes (Max Urlacher) der von Bojana Golenac dargestellten Titelfigur. Von 2005 bis 2007 war sie in der Justizfernsehserie Im Namen des Gesetzes als Staatsanwältin Lisa Sturm zu sehen. Von 2009 bis 2014 übernahm sie an der Seite von Francis Fulton-Smith die Hauptrolle der attraktiven Leipziger Journalistin Sarah Pohl in der ARD-Filmreihe Ein Fall von Liebe. Aufgrund des Erfolgs der Reihe wurde sie als Fernsehserie von 2014 bis 2016 fortgeführt.
Auch in zahlreichen Spielfilmen wirkt Ahrens mit. Ihre erste Hauptrolle hatte sie 1996 als Nadine in Peter Keglevics Du bist nicht allein – Die Roy Black Story neben Christoph Waltz in der Titelrolle. In den Edgar-Wallace-Fernsehfilmen Whiteface und Die unheimlichen Briefe agierte sie in der Rolle der Barbara Lane. 2000 hatte sie eine weitere Hauptrolle als Henriette Laroche an der Seite von Walter Sittler und Birge Schade im ZDF-Zweiteiler Die Wüstenrose über die Kolonialzeit. In Dirk Regels Liebeskomödie So ein Schlamassel spielte sie 2009 als Netty Rosenberg eine der Hauptrollen neben Natalia Avelon und Johannes Zirner. Matthias Steurer besetzte sie 2015 in seiner Märchenadaption Prinzessin Maleen als Walpurga von Schwarztal in der Rolle der Antagonistin. Darüber hinaus wirkte sie mehreren Rosamunde-Pilcher-Verfilmungen mit. Ahrens lehrt Filmschauspiel an der Filmschauspielschule Berlin.
Ahrens ist auch als Theaterschauspielerin aktiv. 2008 spielte sie im Berliner Dom als Buhlschaft in Hugo von Hofmannsthals Jedermann. In der Spielzeit 2012/13 war sie neben Gesine Cukrowski am Schlosspark Theater Berlin in der Inszenierung von Gilles Dyreks Stück Venedig im Schnee zu sehen. In der Komödie im Bayerischen Hof übernahm sie in der Spielzeit 2018/19 die Titelrolle in Carlo Goldonis Mirandolina. Im Frühjahr 2020 ging sie für die Theatergastspiele Fürth mit Das Himmelbett auf Theatertournee.

### Weitere Tätigkeiten und Fernsehauftritte
Ahrens ließ sich für die Märzausgabe 2001 und mit Titelstrecken für die Märzausgaben 2004 und 2025 des deutschen Playboy fotografieren.
Im Januar 2004 war sie Teilnehmerin der ersten Staffel der Reality-Show Ich bin ein Star – Holt mich hier raus!, was sie nach eigenen Angaben später bereute.
Im Februar 2015 und 2023 besuchte sie mit dem Manager Clemens Trischler den Wiener Opernball.
Im September 2023 wirkte Ahrens als eine von 16 Teilnehmern bei der RTL-Reality-Krimishow Die Verräter – Vertraue Niemandem! mit.

### Ehrenamtliches Engagement
Ahrens ist Gründungsmitglied, Schirmherrin und stellvertretende Vorsitzende von Lebensherbst e. V., einem Verein zur Unterstützung pflegebedürftiger, älterer Menschen.
Ahrens ist Schirmherrin und Gastdozentin der Stageschool Salomon Academy in Düsseldorf.
Sie unterstützte 2006 Kinder in Swasiland (heute Eswatini) als World-Vision-Botschafterin und war 2009 Patin des Deutschen Kinderpreises. Sie unterstützte die im April 2009 gescheiterte Berliner Pro-Reli-Kampagne.

### Privates
1999 brachte Ahrens in einer Beziehung mit dem kroatischen Derivatehändler Dragan Banić ihre Tochter Isabella Maria zur Welt. 2001 heiratete Ahrens den Investmentbanker Jost Paffrath. Ein Jahr später erfolgte die Trennung, 2004 die Scheidung.
Am 12. Dezember 2006 heiratete Ahrens Patrick Graf von Faber-Castell standesamtlich in New York City. Obwohl sie seither Gräfin von Faber-Castell heißt, nennt sie sich in der Öffentlichkeit weiterhin Ahrens, da sie mit diesem bekannt wurde. Das Paar hatte sich zuvor auf der Hochzeit von Verona und Franjo Pooth in Wien im September 2005 kennengelernt und war seit September 2006 verlobt. Die kirchliche Trauung fand am 7. Juli 2007 in der Martin-Luther-Kirche in Stein bei Nürnberg statt. Ahrens’ Tochter wurde von Patrick Graf von Faber-Castell adoptiert. Die gemeinsame Tochter Lucia kam im März 2007 zur Welt. Am 5. November 2012 gab das Paar seine bereits zurückliegende Trennung „aufgrund verschiedener Lebensansichten“ bekannt. Am 7. Juli 2015, auf den Tag genau acht Jahre nach der kirchlichen Hochzeit, erfolgte die Scheidung.

## Filmografie

### Spielfilme
- 1987: Jan Oppen – Regie: Karola Hattop
- 1989: Feriengewitter
- 1996: Du bist nicht allein – Die Roy Black Story
- 1997: Kabel und Liebe – Regie: Konrad Sabrautzky
- 1997: Herz über Kopf
- 1997: Tut mir leid wegen gestern – Regie: Anna Justice
- 1998: Verfolgt! – Mädchenjagd auf der Autobahn – Regie: Kaspar Heidelbach
- 2000: Die Wüstenrose (Zweiteiler)
- 2000: Mädchenhandel – Das schmutzige Geschäft mit der Lust – Regie: Michael Keusch
- 2002: 666 – Traue keinem, mit dem du schläfst!
- 2002: Edgar Wallace – Die unheimlichen Briefe
- 2002: Edgar Wallace – Whiteface
- 2002: Der Duft des Geldes – Regie: Karl Kases
- 2003: Die Rettungshunde: Hochzeitsreise in den Tod – Regie: Thomas Nikel
- 2004: Liebe auf Bewährung – Regie: Bernd Böhlich
- 2009: Ein Fall von Liebe
- 2009: So ein Schlamassel
- 2010: Gier (Zweiteiler)
- 2011: Ein Fall von Liebe – Saubermänner
- 2011: Beate Uhse – Das Recht auf Liebe
- 2014: Ein Fall von Liebe – Annas Baby
- 2015: Prinzessin Maleen

### Fernsehserien und -reihen
- 1994: Matchball (Folge: Familienzuwachs)
- 1995, seit 2024: Gute Zeiten, schlechte Zeiten (46 Folgen +)
- 1995–1996: Jede Menge Leben (53 Folgen)
- 1995: Westerdeich (37 Folgen)
- 1995: Balko (Folge: Hotline)
- 1995: Zwei zum Verlieben (Folge: Rita)
- 1995: Ein starkes Team: Erbarmungslos
- 1996: Ein starkes Team: Eins zu eins
- 1996: Die Straßen von Berlin (Folge: Wiener Glut)
- 1997: Polizeiruf 110: Heißkalte Liebe
- 1997: Stadtklinik (Folge: Der Drogenkurier)
- 1997: Frauenarzt Dr. Markus Merthin (2 Folgen)
- 1997: Die Drei (Folge: Porno)
- 1997: First Love – Die große Liebe (2 Folgen)
- 1997–2001: Für alle Fälle Stefanie (verschiedene Rollen, 3 Folgen)
- 1998–2000: OP ruft Dr. Bruckner (8 Folgen)
- 1998: Wolffs Revier (Folge: Marathon)
- 1998: Alphateam – Die Lebensretter im OP (Folge: Wo die Liebe hinfällt)
- 1999: Fieber – Ärzte für das Leben (Folge: Geliebter Bastard)
- 2000: Weißblaue Wintergeschichten (Folge: Viel Lärm um nichts/Eine unmögliche Hochzeit)
- 2000: Die Motorrad-Cops – Hart am Limit (Folge: Spurlos verschwunden)
- 2000: Rosamunde Pilcher – Im Licht des Feuers
- 2001: Barbara Wood – Traumzeit (Fernsehreihe)
- 2001: Polizeiruf 110: Fliegende Holländer
- 2002: Ich lass mich scheiden (Folge: Angelina, Angelina!)
- 2002: Der Landarzt (6 Folgen)
- 2002: Barbara Wood – Spiel des Schicksals (Fernsehreihe)
- 2002: SOKO München (Folge: Bei Anruf Mord)
- 2002–2003: Hallo Robbie! (4 Folgen)
- 2003: Bewegte Männer (Folge: Happy Birthday)
- 2004–2005: Sabine! (20 Folgen)
- 2004: SOKO Leipzig (Folge: Sansibar)
- 2004: Utta Danella – Plötzlich ist es Liebe (Fernsehreihe)
- 2005–2008: Im Namen des Gesetzes (42 Folgen)
- 2005: Ein Fall für zwei (Folge: Tod eines Buchhalters)
- 2006–2010: In aller Freundschaft (verschiedene Rollen, 2 Folgen)
- 2008–2010: Der Bergdoktor (7 Folgen)
- 2007: Rosamunde Pilcher – Wiedersehen am Fluss
- 2008: Notruf Hafenkante (Folge: Vertrauensfrage)
- 2009: Unser Charly (Folge: In den Sternen)
- 2009: Inga Lindström: Das Herz meines Vaters
- 2010: Küstenwache (Folge: Der Feind im Dunkeln)
- 2011: Rosamunde Pilcher – Der gestohlene Sommer
- 2013: SOKO Wismar (Folge: Über den Dächern von Wismar)
- 2014: Familie Dr. Kleist (Folge: Dunkle Wolken)
- 2014–2016: Ein Fall von Liebe (16 Folgen)
- 2018: SOKO Köln (Folge: Fatale Begierde)
- 2020: Unter uns (Gastauftritt)[21]

### Reality-TV-Auftritte
- 2004: Ich bin ein Star – Holt mich hier raus! (Staffel 1)
- 2013/2017: Promi Shopping Queen (Doku-Soap, 2 Folgen)
- 2023: Die Verräter – Vertraue Niemandem! (Reality-Krimi, 6 Folgen, RTL)
- 2024: Promi First Dates (Dating-Doku-Soap)[22]